# Québec (stad)
Québec (franska Ville de Québec eller Québec, med uttalet [kebɛʹk]; engelska Quebec City eller Quebec, med uttalet [kwibeʹk]) är huvudstaden i den kanadensiska provinsen Québec. Staden slogs 2002 samman med flera omkringliggande kommuner; 2021 hade den drygt 550 000 invånare, tätorten drygt 730 000 invånare och storstadsområdet nära 840 000.
År 1985 blev Gamla stan i Québec (Le Vieux-Québec), den enda nordamerikanska staden med bevarade stadsmurar norr om Mexiko, upptagen på Unescos världsarvslista. I eller intill den historiska stadskärnan hittar man idag provinsen Québecs parlamentsbyggnad, nationalmuseum och "Civilisationsmuseet".
Québec är känt för sin vinterkarneval och Château Frontenac, ett historiskt hotell vars siluett fortfarande dominerar staden. Andra populära platser att besöka är Montmorencyfallen intill Beauport och basilikan Sainte-Anne-de-Beaupré i staden med samma namn.

## Namn
Staden hämtar (liksom provinsen med samma namn) sitt namn från mi'kmaq-ordet kebek eller kepek – "platsen där floden blir trängre". Kepek är också wolastoqey, den algonkinska formen är Kbahak.
Stadens officiella namn är på franska Ville de Québec, men den kallas oftast Québec. Det vanligaste engelska namnet är Quebec City, men även Québec City förekommer. Denna stavning med akut accent på engelska kan jämföras med Montréal, som är officiell stavning för staden Montréal.

## Geografi
Staden Québec är belägen på den norra sidan av Saint Lawrencefloden. Staden ligger vid flodens utlopp i den bredare Saint Lawrenceviken.
Vintertid faller ofta stora mängder snö i och kring staden Québec.

## Historia
|  |

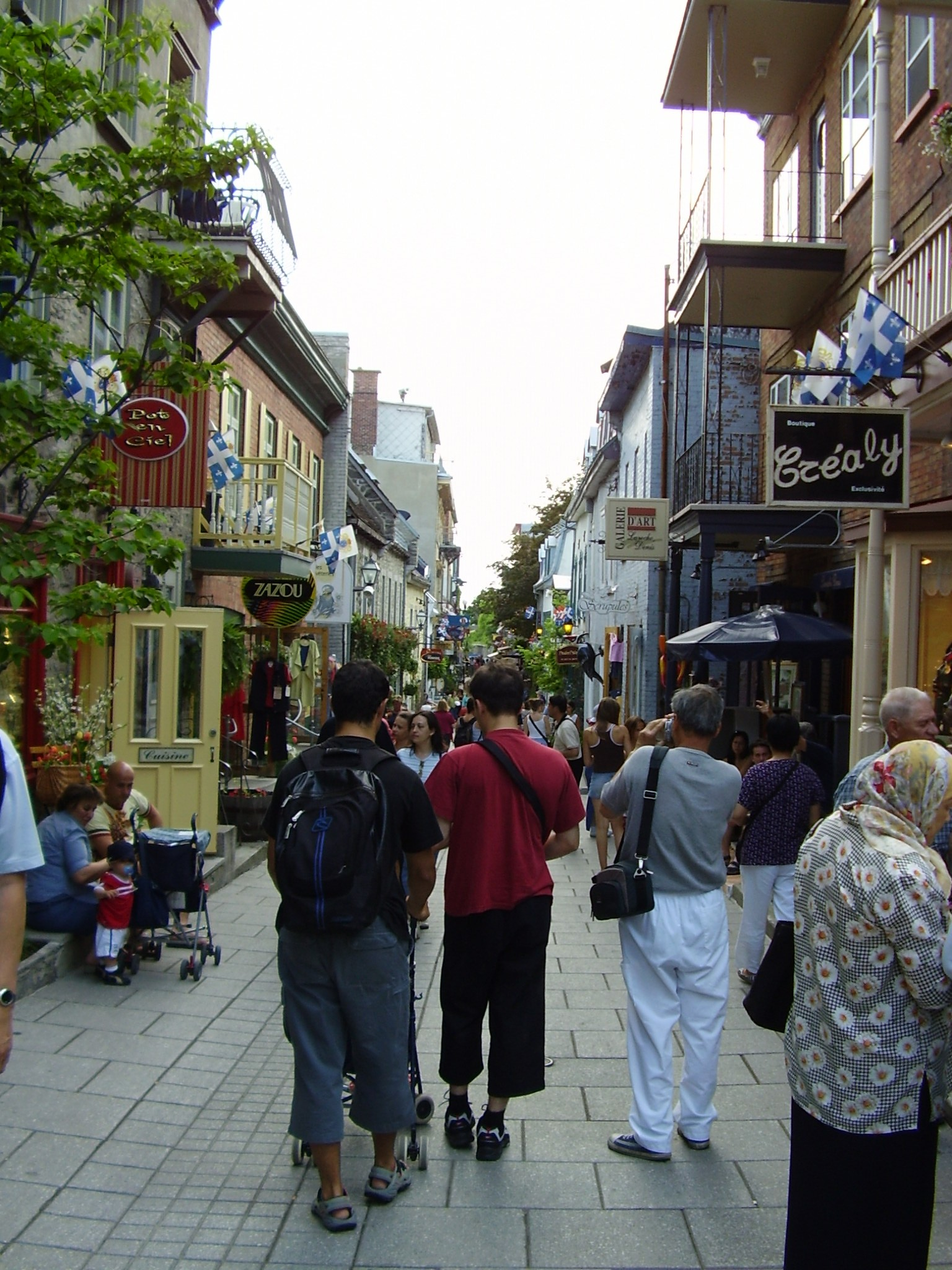
Rue du Petit-Champlain, Vieux-Québec

Québec är den näst äldsta staden i Kanada, efter St. John's på Newfoundland (grundad 1604). Staden grundades av Samuel de Champlain den 3 juli 1608 intill indianbyn Stadacona. Irokeserna gav för övrigt Kanada dess namn genom sitt ord för "by", kanata.
Britter erövrade staden 1759 och höll den fram till 1763. Utanför stadens murar stod slaget på Abrahams slätter då James Wolfe besegrade den franske generalen Louis-Joseph de Montcalm och intog staden. Sjuårskriget slutade med att Frankrike överlämnade sina nordamerikanska kolonier, Nya Frankrike, till engelsmännen.
Under den amerikanska revolutionen angreps den brittiska garnisonen i Québec av amerikanska trupper, men deras försök att starta en revolt i Kanada fick ett snöpligt slut sedan de besegrats i slaget vid Québec 1775.
Inför 1812 års krig befäste Isaac Brock Québec och lät uppföra ett artilleribatteri i staden.
Québec var Kanadas huvudstad från 1859 till 1865, då Ottawa till sist tog över den rollen. Två år senare blev Québec å andra sidan huvudstad i provinsen Québec.
Québec-konferensen 1864 om konfederationen hölls i Québec.
Under andra världskriget hölls två konferenser i Québec. Den första 1943 mellan Franklin D. Roosevelt, Winston Churchill, Mackenzie King (Kanadas premiärminister) och Song Ziwen (Kinas utrikesminister). Den andra konferensen hölls 1944 mellan Churchill och Roosevelt. Mötena ägde rum i Citadelle och Château Frontenac.

### Modern historia
I april 2001 hölls ett toppmöte i Québec, Quebec City Summit of the Americas, kring ett amerikanskt frihandelsavtal. Många antiglobaliseringsdemonstrationer hölls samdtidigt i staden, både mot själva toppmötet och mot den fyra meter höga avspärrning som stängde av stadens historiska delar. Demonstranterna anklagade polisen för att använda övervåld.
Den 1 januari 2002 slogs tolv andra kommuner i storstadsregionen samman med Québec. Dessa 13 delar bildade då en gemensam administrativ enhet som idag är uppdelad i åtta distrikt.

## Styre och politik
Staden Québec är dels sin egen kommun, dels huvudstad för provinsen Québec – Kanadas näst mest folkrika provins. Båda dessa styrelseformer spelar stor roll för staden Québec, som kompenserar sin mindre storlek relativt Montréal med en större politisk makt över provinsen. Som de facto politiskt centrum för det franskspråkiga Kanada har de styrande i provinsen och staden hävdat provinsens självbestämmande i relation till den kanadensiska centralregeringen.
De styrande i staden prioriterade under hela 1900-talet de områden som man ansett vara viktigast för den i första hand franskspråkiga staden, nämligen (den franskpräglade) utbildningen, kulturen och rättssystemet.

### Stadens styre
Staden Québec styrs (anno 2012) av en borgmästare och 27 kommunfullmäktigeledamöter. Var och en av de 27 ledamöterna är vald i en egen valkrets.
Val till kommunfullmäktige sker vart fjärde år.

## Ekonomi
En stor del av stadens ekonomi är kopplad till administration (bland annat som provinshuvudstad) och tjänstesektorn. Mellan åren 1960 och 1980 steg antalet anställda inom den offentliga tjänstesektorn från 15 000 till 45 000. Denna utvecklingen var en av konsekvenserna av "den tysta revolutionen", den samhällsomvandling som i efterkrigstidens franskspråkiga Kanada vitaliserade den franskspråkiga identiteten.
Den relativt sett mindre betydelsefulla industrin i staden rör i stor utsträckning produktion av livsmedel, pappersmassa och papper.
En viktigare näringsgren i staden är turism.

### Transporter

Pont de Québec

Staden Québecs flygplats heter Aéroport international Jean-Lesage de Québec.
I staden finns också en stor hamn som utgör en del i Saint Lawrence Seaway. Bland annat hanterar hamnen en stor containertrafik.
Stadens järnvägsstation, Gare du Palais, utgör den östra slutstationen på en längre järnvägssträckning.
Två broar, Pont de Québec och Pont Pierre-Laporte, förbinder staden med Saint Lawrenceflodens södra strand.

## Demografi
Enligt folkräkningen 2001 bodde 682 757 människor i staden Québec (48,2 procent män, 51,8 procent kvinnor, 710 700 i storstadsområdet). 4,7 procent var barn under fem år (genomsnittet för Kanada är 5,6 procent). 2001 var 13,0 procent av invånarna pensionärer (över 65 år, genomsnittet för Kanada är 13,2 procent). Medelåldern var 39,5 år (Kanada, 37,6 procent).
Mellan 1996 och 2001 växte befolkningen i staden med 1,6 procent (genomsnittet för provinsen är 1,4 procent). Befolkningstätheten var 216,4 personer per km² (provinsen, 5,3). Omkring 9,5 % av provinsens befolkning.
98,5 procent (657 140) var vita, 0,4 procent (2 875) svarta, 0,3 procent (2 220) blandat ursprung, 0,2 procent (1 355) araber och 0,1 procent (1 155) kineser.
2001 bestod den stora majoriteten av befolkningen av invånare med europeiskt ursprung, de flesta med fransk, italiensk, brittisk eller irländsk bakgrund med endast mycket små minoriteter med svarta, araber och asiater invånare. 90 procent av befolkningen var romersk-katoliker, med betydande judiska och protestantiska grupper.

### Invånarantal
Siffrorna inom parentes nedan anger hela storstadsområdet.
- 2001: 687 757 (710 700)
- 2011: 516 600 (765 200[5])
- 2021: 549 459[1] (839 311[3])

## Kultur och samhällsliv

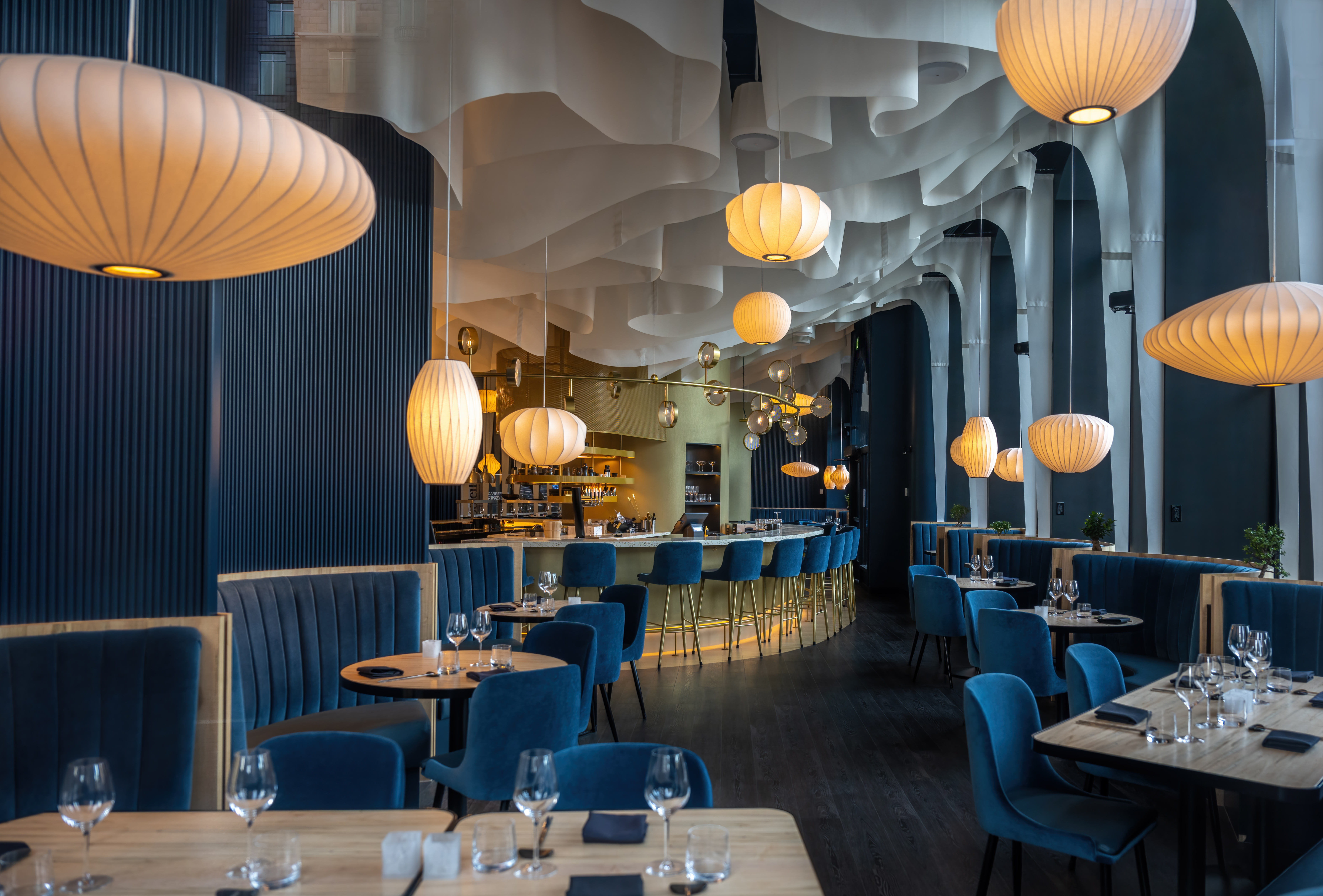
Restaurang i stadens centrum

Staden Québec är det franskspråkiga Kanadas viktigaste kulturcentrum. Den historiska stadskärnan blev 1985 upptagen på Unescos lista över världsarv.
Université Laval, grundat 1852, är staden Québecs mest betydelsefulla utbildningsinstitution.

### Arkitektur
En av stadens mest kända byggnader är hotellet Fairmont Le Château Frontenac, på en höjd nära floden. Hotellet öppnades 1893 och konstruerades efter ritningar av Bruce Price (1848–1903).

### Medier
I staden Québec utkommer tre dagliga franskspråkiga tidningar. Dessa är Le Soleil, Journal de Québec och Média Matin Québec.
Det finns också en liten tidning på engelska, Quebec Chronicle-Telegraph, som är Nordamerikas äldsta tidning (sedan 1764).

### Vinterliv och sport
Staden Québec har ofta kalla och snörika vintrar. Det gör att förutsättningarna för vinteridrott är goda i området. Québec är känt för sin vinterkarneval, där det anordnas byggen av snöskulpturer, slädåkning och parader samt tävlas i diverse grenar inom vinteridrotten.
Nordiques de Québec (internationellt mer känt under det engelska namnet Quebec Nordiques) var ett professionellt ishockeylag som verkade i staden åren 1972–1995. Mellan 1972 och 1979 tillhörde laget WHA, och från hösten 1979 tillhörde laget NHL. Laget flyttade 1995 till Denver i Colorado och ombildades till Colorado Avalanche.
Världsmästerskapet i ishockey för herrar 2008 spelades i Québec.